# KFNB – Bucephalus
Die Dampflokomotive „BUCEPHALUS“ war eine Personenzuglokomotive der KFNB.
Sie war die dritte von der Lokomotivfabrik Tayleur & Co. in Warrington 1839 an die KFNB gelieferte Maschine und entsprach den englischen Typen mit Achsformel 1A1 (vgl. „AUSTRIA“ und „VINDOBONA“).
Die Zylinder waren unter der Rauchkammer angeordnet und trieben die gekröpfte zweite Achse an.
Die „BUCEPHALUS“ hat 1839 einen Hofzug in 29 Minuten von Gänserndorf nach Wien gebracht.
Das ergibt eine durchschnittliche Geschwindigkeit von 62,5 km/h!
Die „BUCEPHALUS“ wurde 1862 ausgemustert.